# Козёл отпущения (фильм, 1947)
«Козёл отпущения» (англ. Fall Guy) — фильм нуар режиссёра Реджинальда Ле Борга, который вышел на экраны в 1947 году.
В основу фильма положен рассказ популярного криминального автора Корнелла Вулрича «Кокаин». Фильм рассказывает о молодом человеке Томе Кокрейне (Лео Пенн), который из-за наркотического опьянения не может вспомнить события предыдущей ночи, когда он предположительно убил молодую женщину. С помощью своего шурина (Роберт Армстронг) и невесты (Тила Лоринг) он постепенно восстанавливает в памяти картину произошедшего, в итоге разоблачая коварный план опекуна своей невесты, который решил убить шантажировавшую его любовницу, подставив в этом преступлении Тони, к которому ревновал свою воспитанницу.
Критика в целом сдержанно оценила фильм, обратив внимание на его низкий бюджет, довольно шаблонный сюжет и недостаточно яркую игру исполнителей главных ролей. При этом, по мнению некоторых критиков, фильм получился достаточно живым и энергичным.

## Сюжет
В Нью-Йорке поздно ночью молодой человек вываливается из телефонной будки и падает без сознания на тротуар. Вскоре его замечает проходящий мимо полицейский, срочно отправляя в больницу. Поскольку рубашка мужчины испачкана в крови и при нём обнаружен окровавленный нож, полиция подозревает, что он может быть причастен к убийству. Выяснив, что человека зовут Том Кокрейн (Лео Пенн), детективы Шэннон (Дуглас Фоули) и Тейлор (Гарри Стрэнг) пытаются его допросить, однако Том не в состоянии отвечать на вопросы. Доктор объясняет, что Том находится под сильным воздействием кокаина, и потребуется некоторое время, прежде чем он придёт в себя. Однако, когда полицейские выходят из палаты, чтобы изучить улики, Том сбегает через боковую дверь. Среди ночи невесту Тома по имени Лоис Уолтерс (Тила Лоринг) будит звонок от его зятя Мэка Маклейна (Роберт Армстронг), сообщающего, что Том у него, но пребывает в почти невменяемом состоянии. Лоис собирается, чтобы немедленно поехать к Мэку, однако в гостиной её встречает опекун, «дядя» Джим Гроссетт (Чарльз Арнт), который не одобряет связь Лоис с Томом, называя его бездельником и пьяницей. Не обращая внимания на слова Джима, Лоис приезжает к Мэку, где немного пришедший в себя Том тревожно сообщает, что этой ночью убил женщину. Мэк, который служит в полиции, просит брата подробно рассказать, что с ним произошло. Том с некоторым трудом начинает вспоминать события последней ночи:
Сначала он выпивал в баре, откуда вместе со случайным знакомым направился на вечеринку на частную квартиру, где познакомился с привлекательной певицей (Вирджиния Дэйл). Пригласив его к столу с напитками, она настояла на том, чтобы он выпил пару коктейлей, после чего у него «началось безумное свечение». Дальше он ничего не помнит, а какое-то время спустя он очнулся в, казалось бы, той же квартире, однако в полном одиночестве. Том попытался выйти на улицу, однако вместо входной двери открыл дверь в гардеробную комнату, откуда на него вывалился труп зарезанной молодой женщины, как показалось Тому, той самой певицы, с которой он познакомился на вечеринке. Затем Том запер дверь в гардеробную комнату, поднял с пола окровавленный нож, машинально положил ключ и нож в карман, и отправился на улицу, чтобы позвонить брату. Однако в телефонной будке потерял сознание и упал на тротуар.
Выслушав его рассказ, Мэк настаивает на том, чтобы он немедленно пошёл в полицию, однако Лоис уговаривает Мэка провести собственное расследование вместе с Томом, пока тот ещё находится на свободе. Вскоре к дому Мэка подъезжает его непосредственный начальник, инспектор Шэннон. Заметив его машину в окно, Том и Лоис незаметно скрываются через чёрный ход и прячутся в соседнем круглосуточном кинотеатре. Шэннон подозревает, что Мэк знает, где находится Том, однако не пытается на него давить, полагая, что вскоре Мэк и так приведёт полицию к Тому. Однако с помощью Лоис Мэку удаётся уйти от полицейской слежки, и вместе с Томом он приходит в тот самый бар, где Том вчера познакомился с дружелюбным незнакомцем. Сидя в баре, Том вдруг вспоминает, что незнакомца звали Джо, и в этот момент он замечает, как из бара выходит та самая певица, и убегает вслед за ней. Потеряв её из виду в толпе, Том возвращается в ресторан, где вспоминает, что Джо говорил, что работает лифтёром. Том и Мэк направляются по окрестностям в поисках лифтёра Джо (Элиша Кук), и, после напряжённых поисков находят его в одном из домов. Однако Джо категорически отрицает, что когда-либо видел Тома, и лишь вывернув парню руки и применив силу, Мэк и Том выясняют адрес, где проходила вчера вечеринка. Мэк и Том прибывают по указанному адресу, где встречают чету Шинделлов (Джон Хэрмон и Айрис Эдриан), которая действительно проводила вчера вечеринку, однако они не узнают Тома, говоря, что вчера у них было много незнакомых гостей. Заканчивая допрос, Мак смотрит в окно, замечая, что с другой стороны улицы за ними наблюдает Джо. Мэк и Том быстро выходят на улицу, однако видят лишь, как кто-то толкает Джо, и он гибнет под колёсами проезжающего автомобиля. Обратив внимание на положение неоновой вывески на доме напротив, Том вдруг понимает, что пришёл в себя не в этой квартире, а в точно такой же, только этажом выше. Мэк и Том приходят в ту квартиру, где по-прежнему никого нет. Они открывают дверь гардеробной комнаты, где на них вываливается труп. Рассмотрев его внимательней, Том понимает, что это не та певица, с которой он познакомился, а просто похожая на неё девушка. В тот момент, когда Мэк и Том уже собираются уйти, появляется Шэннон с намерением арестовать обоих. Однако Том толкает Мэка на Шэннона и успевает скрыться на поджидавшей внизу машине Лоис. Тем не менее, полиция арестовывает Мэка, помещая его в камеру предварительного заключения. Том снова прячется в круглосуточном кинотеатре, а Лоис направляется в полицейский участок для встречи с Мэком, после чего полиция устанавливает за ней слежку. Между тем, в поисках певицы Том снова направляется в тот же бар, однако, так и не дождавшись её, уходит. Бармен, который пообещал сообщить ему, если она появится вновь, вдруг видит, как она заходит в бар вместе со своим молодым человеком по имени Майк (Джек Оверман). Заказав напитки, певица, которую зовут Мари, рассказывает Майку, что вчера по заказу одного джентльмена она подсыпала парню в коктейль наркотики и напоила его. После этого джентльмен приказал ей рассчитаться с Джо и немедленно уехать из города, и теперь она опасается за свою жизнь, особенно после того, как вчера пропала её подруга Пэтти, которую джентльмен снабжал кокаином. Так и не дождавшись появления бармена, который убежал за Томом, Мари и Том выходят из бара и идут к Мари домой. По дороге Майк замечает слежку и, отправив Мари в квартиру, решает разобраться перед домом с тем, кто за ними следит. Этим человеком оказывается Том, который шёл, чтобы поговорить с Мари, однако Майк, не слушая его, бьёт Тома несколько раз, в результате чего тот теряет сознание. Тем временем в своей квартире Мари прихорашивается у зеркала, слыша, как открывается дверь. Полагая, что это Майк, она беспечно продолжает расчёсывать волосы, однако затем видит в зеркало, что это тот самый джентльмен, которым оказывается Джим Гроссет. Джим, который из рассказов Лоис знал всё о действиях Тома, душит Мари. Майк, который слышит крики Мари, пытается выломать входную дверь, однако Джим успевает сбежать через окно по пожарной лестнице на крышу здания. Выбив дверь, Майк находит в комнате тело Мари, вслед за этим в комнате появляется пришедший в себя Том, который тут же бросается в погоню за убийцей. Том выскакивает на крышу, и несмотря на стрельбу Джима, продолжает его преследовать. В конце концов, когда Джим сбивает Тома с ног и собирается с ним расправиться, подкравшийся сзади Майк несколькими ударами металлической жерди разбивает Джиму голову, убивая его.
Уже после того, как всё заканчивается, в полицейском участке Том рассказывает Лоис, что, как выяснилось, Пэтти шантажировала Джима, угрожая рассказать а его делах с наркотиками. Кроме того, Джим ревновал Лоис к Тому и хотел разорвать их отношения. И потому, убив Пэтти и подставив Тома, Джим, по словам Тома, пытался «убить двух зайцев». Комиссар Шэннон выпускает Мэка, снимает все обвинения с него и с Тома, и желает Тому и Лоис счастливой свадьбы.

## В ролях
- Лео Пенн — Том Кокрейн (в титрах указан как Клиффорд Пенн)
- Роберт Армстронг — Мэк Маклейн
- Тила Лоринг — Лоис Уолтер
- Элиша Кук — Джо
- Дуглас Фоули — инспектор Шэннон
- Чарльз Арнт — «дядя» Джим Гроссетт
- Вирджиния Дэйл — Мари
- Айрис Эдриан — миссис Шинделл

## Создатели фильма и исполнители главных ролей
По словам историка кино Гленна Эриксона, в начале своей карьеры Уолтер Мириш в течение десятилетия продюсировал фильмы категории В, главным образом, для студии Monogram и её престижного подразделения Allied Artists. В частности, после данного фильма, который был для него первым, Мириш продюсировал ещё один нуар на Monogram — «Я бы не хотел оказаться в твоей шкуре» (1948), который также был поставлен по книге Корнелла Вулрича. После этих картин Мириш продюсировал на Monogram целую серию фильмов детского приключенческого киносериала «Бомба, парень из джунглей» (1949). Позднее Мириш выполнял продюсерские обязанности (без указания в титрах) таких классических лет, как «Вторжение похитителей тел» (1956) и «Дружеское увещевание» (1956), а в 1957 году вместе с братьями создал собственную независимую продюсерскую компанию The Mirisch Company, которая произвела такие оскароносные ленты, как «Квартира» (1960) и «Вестсайдская история» (1961), а также такие фильмы, как «В джазе только девушки» (1959), «Великолепная семёрка» (1960) и «Розовая пантера» (1963). Однако более всего, по мнению Эриксона, Мириш известен как создатель «одной из лучших картин 1960-х годов, криминальной драмы „Полуночная жара“ (1967), которая принесла ему „Оскар“ за лучший фильм».
Эриксон также отмечает, что «картина также может похвастаться своей литературной родословной — автором рассказа, положенного в основу сценария, является признанный детективный автор Корнелл Вулрич». К тому времени по произведениям Вулрича были поставлены такие успешные фильмы нуар, как «Улица удачи» (1942), «Леди — призрак» (1944), «Крайний срок — на рассвете» (1946), «Чёрный ангел» (1946) и «Погоня» (1946). Упоминание Вулрича в рекламных кинопостерах того времени свидетельствовало о том, что его имя в то время хорошо продавалось. Историк кино Артур Лайонс со своей стороны отметил, в тот период студия Monogram, «кажется, влюбилась в творчество Вулрича, так существенное число её фильмов нуар было основано на его романах с потерей памяти от алкоголя и наркотиков».
Режиссёр Реджинальд Ле Борг начинал в 1936 году с короткометражных фильмов, лишь в 1943 году перейдя на уровень полнометражного кино, где первоначально специализировался на постановке непритязательных фильмов киносерий про боксёра Джо Палуку и Парней из Бауэри. Однако более всего Ле Борг запомнился постановкой таких фильмов ужасов, как «Звонок доктору Смерть» (1943), «Призрак мумии» (1944), «Странная женщина» (1944), «Глаза мертвеца» (1944), а чуть позднее — «Чёрный сон» (1956) и «Дневник сумасшедшего» (1963).
Как сообщает Эриксон, исполнитель главной роли, который указан в титрах как «Клиффорд Пенн», это на самом деле Лео Пенн, отец знаменитой в будущем кинозвезды Шона Пенна. Говорят, что после выступлений в поддержку профсоюзов Лео Пенн угодил в голливудские чёрные списки, и с 1949 года не мог получить работу в кино. Он перешёл на телевидение, где на протяжении более чем 30 лет работал сначала в качестве актёра, а затем параллельно и в качестве режиссёра.
Как далее пишет Эриксон, «молодая Тила Лоринг в 1940-е годы сыграла в паре десятков небольших фильмов, но в итоге так и не добилась серьёзного прорыва», а Роберт Армстронг, который более всего известен по фильму «Кинг Конг» (1933), будучи, по словам Эриксона, «уже в глубоком среднем возрасте, всё ещё получал немало ролей среднего уровня. Годом ранее он сыграл ключевую роль в немного более значимом нуаровом фильме Monogram „Западня“ (1946)».

## История создания фильма
Рассказ Корнелла Вулрича, первоначально названный «Кокаиновый кайф» (англ. C-Jag), в январе 1947 года был переиздан в журнале Black Mask под названием «Кокаин».
В этом фильме свою первую главную роль сыграл Лео Пенн, который до этого снимался лишь в эпизодах. В экранных титрах, а также в последовавших отзывах, его имя было указано как Клиффорд Пенн, под таким именем он фигурировал только в этом фильме.

## Оценка фильма критикой

### Общая оценка фильма
Фильм получил сдержанную оценку критики. В частности, историк кино Боб Порфирио назвал его «сделанным на малом бюджете фильмом студии Monogram с неровным и эклектичным визуальным стилем». По мнению Порфирио, картину можно отнести к жанру нуар прежде всего благодаря сюжету, типичному для произведений Вулрича, где он разрабатывает свои «странные идеи о том, как наркотики влияют на человеческую волю». Под влиянием алкогольного или наркотического опьянения персонажи Вулрича оказываются замешаны в преступлениях, страдая при этом от потери памяти, непрекращающихся кошмаров или оказываются в казалось бы безвыходной ситуации. Подобные сюжетные ходы можно увидеть в таких фильмах, как «Страх в ночи» (1947), «Крайний срок — на рассвете» (1946), «Погоня» (1946) и «Ночной кошмар» (1956).
По словам Спенсера Селби, фильм рассказывает о человеке, который «ничего не помня о прошедшей ночи и имея в своём распоряжении лишь несколько зацепок, пытается доказать, что не убивал привлекательную женщину». Майкл Кини назвал картину «довольно стандартной вещью», хотя, по его мнению, «ветеран нуара Кук как всегда доставляет удовольствие». Гленн Эриксон написал, что этот «сделанный на мини-бюджете фильм категории В был призван составить конкуренцию популярным в то время детективным триллерам, которые многие годы спустя назвали фильмами нуар». Критик считает, что «фильм совсем не плох для первого продюсерского проекта Уолтера Мириша», тем не менее, «эта картина и не является самым ярким представителем стиля нуар».
По мнению Дениса Шварца, этот «низкобюджетный фильм нуар студии Monogram имеет приятный сумрачный визуальный стиль и обычную для нуара мрачную тему невинного человека, который оказывается в плену обстоятельств вне его контроля. Небольшой фильм категории В, но в нём есть энергия и живость».
Мартин Теллер отметил, что «Вулрич известен запутанностью своих историй, однако в данном случае следить за сюжетом не так сложно, хотя и здесь есть несколько интересных поворотов», при этом «значительная часть истории раскрывается в неуклюжей развязке ближе к концу фильма». По мнению Теллера, «история несёт определённое сходство с двумя другими фильмами по историям Вулрича» — «Чёрный ангел» (1946) и «Страх в ночи» (1947) — однако, «наверное, это самый слабый из этих фильмов из-за неубедительной актёрской игры и недостаточно содержательной истории. Фильм можно смотреть, но в нём нет ничего особенного, всё достаточно шаблонно».

### Оценка производственных качеств картины
Разбирая картину, киновед Гленн Эриксон обратил внимание на её «скромное, но достойное» производство. Он пишет, что в 1947 году даже для Monogram кинопроизводство обходилось недёшево, так как «кинокамеры были тяжёлыми, а творческие группы — большими. Единственным средством сокращения расходов было сокращение съёмочного периода». По словам киноведа, «это объясняет, почему всё в сценарии Джерри Уорнера упрощено, Нью-Йорк представлен с помощью различных ранее уже использовавшихся декораций, и, кроме того, задействовано много архивных кадров, порой сделанных двадцать лет назад».
Эриксон, в частности, пишет, что «монтаж из бокалов шампанского, вывесок ночных клубов и счастливых гуляк также взят прямо из киноархива, и он не очень точно передаёт отчаянный характер поиска Томом таинственной женщины». Далее критик отмечает, что когда «кто-то подсыпает Тому кокаин, мы толком не видим, как это происходит. Фильм не может позволить себе красивые картинки, чтобы передать наркотическое состояние, и потому закадровый голос берёт на себя тяжёлую нагрузку. Бедный Том пытается передать свои ощущения, невольно показывая, насколько слабо создатели представляли себе в то время состояние человека в наркотическом опьянении». Вообще, «персонажи больше говорят о своих поступках, чем что-то делают. С помощью вопросов и ответов зрителю даётся понять, что Мэк и Том в течение дня обежали весь Нью-Йорк, но всё, что при этом видит зритель, это крупный план их ног на тротуаре».
Эриксон отмечает, что «Ле Борг делает многое, чтобы вписаться в бюджет Мириша, сводя к минимуму число сцен и движение камеры», тем не менее, даёт «один напряжённый ракурс, когда Мари, которую можно назвать роковой женщиной фильма, наблюдает в зеркало за тем, как в убийца приближается к ней, намереваясь задушить». Помимо этого, «Мириш нашёл место в бюджете, чтобы включить песню в исполнении Вирджинии Дейл на вечеринке, есть также пара неплохих драк и борьба на крыше, которые вызывают определённое волнение». Вместе с тем, как полагает Эриксон, «не нашлось хорошего решения для сцен с телом убитой женщины в шкафу. Том находит труп стоящим, и он почти что падает на него, как гладильная доска. Том ставит его обратно, запирает дверь и уходит, надеясь, что никто ничего не узнает. День спустя шкаф открывают снова, и тело падает точно также, как это бывает в скетчах Бенни Хилла».

### Оценка актёрской игры
Актёрская игра в целом не произвела впечатления на критиков. Хотя, по мнению Эриксона, «Лео Пенн демонстрирует большой потенциал в качестве привлекательного главного героя», Мартин Теллер полагает, что «Пенн и Лоринг довольно безыскусны, их персонажам явно не хватает индивидуальности», а Эриксон добавляет, что «в этой картине у Лоринг не так много работы».
Майкл Кини отмечает, что «в этой картине известный актёр Роберт Армстронг, которому было уже 57 лет (и он выглядел на свои годы), описывается как 36-летний офицер полиции». По словам Эриксона, «список хорошо знакомых лиц на экране замыкают Элиша Кук и Дуглас Фоули», которые «пришли прямо с больших студий», и, как считает Теллер, «как Армстронг, так и Кук хороши».
Эриксон отмечает также Вирджинию Дейл в роли поющей таинственной женщины Мари, которая, по крайней мере, придаёт немного веселья, строя гримасы своему парню, и в итоге оказываясь скорее жертвой, чем охотницей". Парнем же Мари «является вечный бандит Джек Оверман, который здесь неожиданно получает роль хорошего парня». Эриксон особенно выделяет Айрис Эдриан в роли болтливой хозяйки вечеринок, которую он описывают как «громкую смешливую женщину». Эдриан играла этот же типаж на протяжении сорока лет, закончив карьеру ролями в комедиях Диснея. По мнению критика, «Эдриан оживляет каждую сцену, в которой принимает участие». Ну и, по словам Эриксона, «фильм, действие которого происходит в Нью-Йорке в 1940-е годы, не был бы полным без крошечного Лу Любина, который играет нервного бармена». Несколькими годами ранее «он незабываемо сыграл роль детектива в фильме Вэла Льютона „Седьмая жертва“ (1943)».